# Tour Down Under 2010
Il Tour Down Under 2010, dodicesima edizione della corsa e valevole come prima gara del Calendario mondiale UCI 2010, si svolse in sei tappe dal 19 al 24 gennaio 2010, per un percorso totale di 794 km attorno ad Adelaide, Australia. Fu vinta del tedesco André Greipel, che concluse la corsa in 18h47'05".
La Down Under Classic 2010 ha fatto da apertura ufficiale della corsa.

## Tappe
| Tappa  | Data       | Percorso                 | km    | Vincitore di tappa | Leader cl. generale |
| ------ | ---------- | ------------------------ | ----- | ------------------ | ------------------- |
| 1ª     | 19 gennaio | Clare > Tanunda          | 141   | André Greipel      | André Greipel       |
| 2ª     | 20 gennaio | Gawler > Hahndorf        | 133   | André Greipel      | André Greipel       |
| 3ª     | 21 gennaio | Unley > Stirling         | 132,5 | Manuel Cardoso     | André Greipel       |
| 4ª     | 22 gennaio | Norwood > Goolwa         | 149,5 | André Greipel      | André Greipel       |
| 5ª     | 23 gennaio | Snapper Point > Willunga | 148   | Luis León Sánchez  | André Greipel       |
| 6ª     | 24 gennaio | Adelaide                 | 90    | Chris Sutton       | André Greipel       |
| Totale | Totale     | Totale                   | 794   |                    |                     |

## Squadre e corridori partecipanti
Essendo inserito tra le gare dell'UCI ProTour, tutte le squadre con licenza "UCI ProTeam" devono automaticamente parteciparvi. Sarà la prima partecipazione ufficiale delle due neo-nate Team Sky e Team RadioShack. Completano il quadro delle partecipanti la UniSA-Australia, squadra nazionale australiana composta da giovani corridori, e la squadra "UCI Professional Continental" BMC Racing Team, primo team a beneficiare di una wild-card della UCI.
| N.    | Cod. | Squadra            |
| ----- | ---- | ------------------ |
| 1-7   | AST  | Astana Team        |
| 11-17 | RSH  | Team RadioShack    |
| 21-27 | BMC  | BMC Racing Team    |
| 31-37 | OLO  | Omega Pharma-Lotto |
| 41-47 | THR  | Team HTC-Columbia  |
| 51-57 | SKY  | Team Sky           |
| 61-67 | ALM  | AG2R La Mondiale   |
| 71-77 | KAT  | Team Katusha       |
| 81-87 | SAX  | Team Saxo Bank     |
| 91-97 | MRM  | Team Milram        |

| N.      | Cod. | Squadra            |
| ------- | ---- | ------------------ |
| 101-107 | FDJ  | Française des Jeux |
| 111-117 | GCE  | Caisse d'Epargne   |
| 121-127 | EUS  | Euskaltel-Euskadi  |
| 131-137 | RAB  | Rabobank           |
| 141-147 | LIQ  | Liquigas-Doimo     |
| 151-157 | GRM  | Garmin-Transitions |
| 161-167 | FOT  | Footon-Servetto    |
| 171-177 | QST  | Quick Step         |
| 181-187 | AUS  | UniSA-Australia    |

## Dettagli delle tappe

### 1ª tappa
- 19 gennaio: Clare > Tanunda – 141 km

| Pos. | Corridore        | Squadra      | Tempo    |
| ---- | ---------------- | ------------ | -------- |
| 1    | André Greipel    | HTC          | 3h15'30" |
| 2    | Gert Steegmans   | RadioShack   | s.t.     |
| 3    | Jürgen Roelandts | Omega Pharma | s.t.     |

| Pos. | Corridore      | Squadra    | Tempo    |
| ---- | -------------- | ---------- | -------- |
| 1    | André Greipel  | HTC        | 3h15'30" |
| 2    | Gert Steegmans | RadioShack | a 4"     |
| 3    | Martin Kohler  | BMC        | s.t.     |

Descrizione e riassunto
Tappa dal profilo ondulato e suddivisa in due parti, con un percorso singolo dalla partenza di Clare fino a circa 40 chilometri dall'arrivo, dove inizia il circuito finale, con passaggio da Tanunda, Angaston e Nuriootpa. Lungo la prima parte del percorso si trovano due sprint intermedi, a Riverton (44,6 km) e Kapunda (74,5 km), mentre lungo il circuito finale la prima ascesa del Tour che attribuisce punti per la classifica scalatori, a Menglers Hill Road presso Tanunda.
La prima gara del circuito UCI ProTour della stagione si apre con una caduta. Dopo cica 300 metri dalla partenza della frazione, un corridore della Euskaltel-Euskadi cade in mezzo al gruppo trascinando con sé la metà dei ciclisti circostanti. Tra loro il campione del mondo in carica Cadel Evans.
Timothy Roe, Martin Kohler e Blel Kadri danno vita alla fuga che caratterizza l'intera tappa, uscendo dal gruppo dopo circa 20 km. I tre passano per primi sui due traguardi intermedi e sul Gran Premio della Montagna, e Roe termina la frazione indossando tre delle quattro principali maglie. Negli ultimi 20 km, il Team HTC-Columbia, guidata dallo specialista delle cronometro Bert Grabsch, riesce a riassorbire i tre nel gruppo. La volata finale viene vinta dal tedesco André Greipel.
Il campione uscente Allan Davis perde subito la possibilità di ricofermarsi. La sua squadra, l'Astana, si è presentata alla corsa senza radioline, quindi i suoi direttori non hanno potuto sapere che non fosse nel gruppo principale sull'ascesa di Menglers Hill. Forzando negli ultimi chilometri, la squadra ha involontariamente staccato ulteriormente il velocista australiano dal gruppo principale, relegato in un secondo gruppo arrivato a 8'22".

### 2ª tappa
- 20 gennaio: Gawler > Hahndorf – 133 km

| Pos. | Corridore      | Squadra | Tempo    |
| ---- | -------------- | ------- | -------- |
| 1    | André Greipel  | HTC     | 3h23'49" |
| 2    | Greg Henderson | Sky     | s.t.     |
| 3    | Robbie McEwen  | Katusha | s.t.     |

| Pos. | Corridore      | Squadra    | Tempo    |
| ---- | -------------- | ---------- | -------- |
| 1    | André Greipel  | HTC        | 6h38'59" |
| 2    | Greg Henderson | Sky        | a 14"    |
| 3    | Gert Steegmans | RadioShack | s.t.     |

Descrizione e riassunto
Come la precedente, anche la seconda tappa segue un percorso ondulato. Dopo una prima ascesa nei primi chilometri di corsa, dopo circa 90 km Checker Hill Road costituisce il Gran Premio della Montagna della frazione. Ultimi chilometri totalmente pianeggianti.
Tappa dall'andamento simile alla precedente. Mickaël Delage ed Olivier Kaisen (entrambi Omega Pharma-Lotto) danno vita alla fuga, insieme a David Kemp (UniSa). Kemp permette ai due corridori della Omega Pharma di giocarsi i due sprint intermedi, ma sull'ascesa di Checker Hill, passa per primo conquistando il massimo dei punti. Lo stesso australiano cerca poi di vincere in solitaria la frazione, ma Team Sky e Team HTC-Columbia annullano il vantaggio ed ancora Greipel si aggiudica la vittoria sul traguardo.

### 3ª tappa
- 21 gennaio: Unley > Stirling – 132,5 km

| Pos. | Corridore          | Squadra      | Tempo    |
| ---- | ------------------ | ------------ | -------- |
| 1    | Manuel Cardoso     | Footon       | 3h14'38" |
|      | Alejandro Valverde | C. d'Epargne | a 1"     |
| 2    | Cadel Evans        | BMC          | a 1"     |

| Pos. | Corridore      | Squadra    | Tempo    |
| ---- | -------------- | ---------- | -------- |
| 1    | André Greipel  | HTC        | 9h53'38" |
| 2    | Greg Henderson | Sky        | a 14"    |
| 3    | Gert Steegmans | RadioShack | s.t.     |

Descrizione e risultati
La terza tappa prevede la maggiore asperità del Tour 2010, Wickhams Hill Road, dopo circa 40 km dalla partenza. Successivamente il percorso rimane ondulato, con diverse salite fin sul traguardo.
La temperatura, con punte a più di 40 °C, e l'andamento ondulato del percorso hanno contribuito a rendere difficile questa tappa, con un gruppo di 40 corridori a giocarsi la vittoria finale, mentre il gruppo principale perde più di un minuto e 13 corridori più di 10 minuti. La fuga di giornata nasce dall'impulso di Simon Clarke e Karsten Kroon, raggiunti in seguito da Maciej Paterski, Jens Voigt e Jack Bobridge. La Caisse d'Epargne è la squadra che lavora maggiormente per ricucire lo svantaggio, in modo da giocarsi la vittoria finale con Alejandro Valverde, José Joaquín Rojas o Luis León Sánchez, ma è il campione nazionale portoghese Manuel Cardoso a scattare nell'ultimo chilometro e conquistare la vittoria di tappa su Valverde e Cadel Evans.

### 4ª tappa
- 22 gennaio: Norwood > Goolwa – 149,5 km

| Pos. | Corridore     | Squadra  | Tempo    |
| ---- | ------------- | -------- | -------- |
| 1    | André Greipel | HTC      | 3h30'29" |
| 2    | Robbie McEwen | Katusha  | s.t.     |
| 3    | Graeme Brown  | Rabobank | s.t.     |

| Pos. | Corridore      | Squadra | Tempo     |
| ---- | -------------- | ------- | --------- |
| 1    | André Greipel  | HTC     | 13h23'57" |
| 2    | Robbie McEwen  | Katusha | a 20"     |
| 3    | Greg Henderson | Sky     | a 24"     |

### 5ª tappa
- 23 gennaio: Snapper Point > Willunga – 148 km

| Pos. | Corridore          | Squadra      | Tempo    |
| ---- | ------------------ | ------------ | -------- |
| 1    | Luis León Sánchez  | C. d'Epargne | 3h29'39" |
| 2    | Luke Roberts       | Milram       | a 2"     |
|      | Alejandro Valverde | C. d'Epargne | a 4"     |

| Pos. | Corridore         | Squadra      | Tempo     |
| ---- | ----------------- | ------------ | --------- |
| 1    | André Greipel     | HTC          | 16h53'46" |
| 2    | Luis León Sánchez | C. d'Epargne | a 11"     |
| 3    | Luke Roberts      | Milram       | a 17"     |

### 6ª tappa
- 24 gennaio: Circuito di Adelaide – 90 km

| Pos. | Corridore      | Squadra  | Tempo    |
| ---- | -------------- | -------- | -------- |
| 1    | Chris Sutton   | Sky      | 1h53'20" |
| 2    | Greg Henderson | Sky      | s.t.     |
| 3    | Graeme Brown   | Rabobank | s.t.     |

| Pos. | Corridore         | Squadra      | Tempo     |
| ---- | ----------------- | ------------ | --------- |
| 1    | André Greipel     | HTC          | 18h47'05" |
| 2    | Luis León Sánchez | C. d'Epargne | a 11"     |
| 3    | Greg Henderson    | Sky          | a 15"     |

## Evoluzione delle classifiche
In questa edizione 2010, sei differenti maglie venogono assegnate. Per la classifica generale, calcolata sommando il tempo alla fine di ogni frazione di ogni singolo ciclista ed assegnando dei bonus per i primi tre che tagliano i traguardi intermedi e quello finale (rispettivamente 6,4 e 2 secondi e 10, 6 e 4 secondi), il leader riceve una maglia ocra (Santos Tour Down Under Ochre Leader's Jersey). Tale classifica è la più importante ed il vincitore è il vincitore del Tour.
Oltre a questa, vi è una classifica degli sprint, che assegna una maglia blu (Jayco Sprint Jersey). In tale classifica, i primi tre ciclisti a transitare sui traguardi intermedi o su quello finale, acquisiscono dei punti: nel primo caso, i traguardi intermedi, ottengono rispettivamente 6, 4 e 2 punti mentre nel secondo caso, rispettivamente 8, 6 e 4 punti.
Vi è anche una classifica della montagna che assegna una maglia bianca (Škoda King of the Mountain Jersey). In questa graduatoria, i punti vengono assegnati ai primi cinque ciclisti che transitano sulla cima di alcune ascese designate come Gran Premi della Montagna. Diversamente dalla maggior parte delle gare ciclistiche, non vi è una categorizzazione delle salite ed ognuna assegna gli stessi punti: rispettivamente 16, 12, 8, 6 e 4.
La quarta maglia, la maglia nera (Cycle Instead Young Rider Jersey), contraddistingue la classifica dei giovani. Viene calcolata secondo lo stesso principio della generale, ma considera solo ciclisti di età inferiore ai 26 anni.
Visto che le regole UCI limitano il numero di maglie assegnate a quattro, le precedenti sono le uniche magli assegnate ai ciclisti ed indossate durante le tappe. Ci sono poi altre due maglie: la prima è la maglia rossa (Hindmarsh Most Aggressive Rider Jersey) assegnata al ciclista più aggressivo, comparabile al Premio della Combattività del Giro d'Italia. Il ciclista designato la riceve alla fine della tappa, ma nella successiva veste la sua normale divisa e viene indicato con un numero rosso. La sesta ed ultima maglia è quella blu della classifica a squadre (South Australia Brilliant Blend Winning Team Jersey), non assegnata quotidianamente come le altre ma al termine della corsa alla squadra vincitrice. Viene calcolata sommando i tempi dei migliori quattro corridori di ogni squadra al termine di ogni singola tappa.
| Tappa              | Vincitore          | Classifica generale Maglia ocra | Classifica scalatori Maglia King of the Mountain | Classifica sprint Maglia Sprint | Classifica giovani Maglia Young rider's | Classifica squadre Maglia Winning team | Corridore più aggressivo Maglia Most aggressive rider's |
| ------------------ | ------------------ | ------------------------------- | ------------------------------------------------ | ------------------------------- | --------------------------------------- | -------------------------------------- | ------------------------------------------------------- |
| 1ª                 | André Greipel      | André Greipel                   | Timothy Roe                                      | Martin Kohler                   | Martin Kohler                           | AG2R La Mondiale                       | Timothy Roe                                             |
| 2ª                 | André Greipel      | André Greipel                   | Timothy Roe                                      | André Greipel                   | Jürgen Roelandts                        | AG2R La Mondiale                       | David Kemp                                              |
| 3ª                 | Manuel Cardoso     | André Greipel                   | Thomas Rohregger                                 | André Greipel                   | Jürgen Roelandts                        | AG2R La Mondiale                       | Simon Clarke                                            |
| 4ª                 | André Greipel      | André Greipel                   | Thomas Rohregger                                 | André Greipel                   | Jürgen Roelandts                        | AG2R La Mondiale                       | Stef Clement                                            |
| 5ª                 | Luis León Sánchez  | André Greipel                   | Thomas Rohregger                                 | André Greipel                   | Jürgen Roelandts                        | AG2R La Mondiale                       | Cadel Evans                                             |
| 6                  | Chris Sutton       | André Greipel                   | Thomas Rohregger                                 | André Greipel                   | Jürgen Roelandts                        | AG2R La Mondiale                       |                                                         |
| Classifiche finali | Classifiche finali | André Greipel                   | Thomas Rohregger                                 | André Greipel                   | Jurgen Roelandts                        | AG2R La Mondiale                       |                                                         |

## Classifiche finali

### Classifica generale
| Pos. | Corridore         | Squadra      | Tempo     |
| ---- | ----------------- | ------------ | --------- |
| 1    | André Greipel     | HTC          | 18h47'05" |
| 2    | Luis León Sánchez | C. d'Epargne | a 11"     |
| 3    | Greg Henderson    | Sky          | a 15"     |
| 4    | Robbie McEwen     | Katusha      | a 17"     |
| 5    | Luke Roberts      | Milram       | s.t.      |
| 6    | Cadel Evans       | BMC          | a 21"     |
| 7    | Ėduard Vorganov   | Katusha      | a 25"     |
| 8    | Jürgen Roelandts  | Omega Pharma | a 26"     |
| 9    | Robert Hunter     | Garmin       | s.t.      |
| 10   | Markus Fothen     | Milram       | a 27"     |

### Classifica sprint
| Pos. | Corridore      | Squadra | Punti |
| ---- | -------------- | ------- | ----- |
| 1    | André Greipel  | HTC     | 24    |
| 2    | Greg Henderson | Sky     | 18    |
| 3    | Robbie McEwen  | Katusha | 16    |
| 4    | David Kemp     | UniSa   | 16    |
| 5    | Martin Kohler  | BMC     | 12    |

### Classifica scalatori
| Pos. | Corridore          | Squadra      | Punti |
| ---- | ------------------ | ------------ | ----- |
| 1    | Thomas Rohregger   | Milram       | 62    |
| 2    | Valerij Dmitrijev  | Astana       | 36    |
| 3    | David Kemp         | UniSa        | 28    |
| 4    | Timothy Roe        | UniSa        | 22    |
|      | Alejandro Valverde | C. d'Epargne | 16    |

### Classifica giovani
| Pos. | Corridore          | Squadra      | Tempo     |
| ---- | ------------------ | ------------ | --------- |
| 1    | Jürgen Roelandts   | OmegaPharma  | 18h47'13" |
| 2    | Wesley Sulzberger  | F. des Jeux  | a 13"     |
| 3    | José Joaquín Rojas | C. d'Epargne | a 20"     |
| 4    | Fabio Sabatini     | Liquigas     | a 58"     |
| 5    | Gorka Izagirre     | Euskaltel    | a 1'09"   |

### Classifica squadre
| Pos. | Squadra            | Tempo     |
| ---- | ------------------ | --------- |
| 1    | AG2R La Mondiale   | 56h22'45" |
| 2    | Caisse d'Epargne   | a 2"      |
| 3    | Garmin-Transitions | a 29"     |
| 4    | Team Katusha       | a 32"     |
| 5    | Team HTC-Columbia  | a 51"     |

## Punteggi UCI
| Pos. | Corridore          | Squadra      | Punti |
| ---- | ------------------ | ------------ | ----- |
| 1    | André Greipel      | HTC          | 119   |
| 2    | Luis León Sánchez  | C. d'Epargne | 86    |
| 3    | Greg Henderson     | Sky          | 79    |
| 4    | Robbie McEwen      | Katusha      | 67    |
| 5    | Luke Roberts       | Milram       | 54    |
| 6    | Cadel Evans        | BMC          | 43    |
| 7    | Ėduard Vorganov    | Katusha      | 30    |
| 8    | Jürgen Roelandts   | Omega Pharma | 22    |
| 9    | Robert Hunter      | Garmin-      | 11    |
| 10   | Manuel Cardoso     | Footon       | 7     |
|      | Alejandro Valverde | C. d'Epargne | 6     |
| 11   | Chris Sutton       | Sky          | 6     |
| 12   | Gert Steegmans     | RadioShack   | 5     |
| 13   | Graeme Brown       | Rabobank     | 5     |
| 14   | Markus Fothen      | Milram       | 4     |
| 15   | Peter Sagan        | Liquigas     | 2     |
| 16   | Danilo Wyss        | BMC          | 1     |
| 17   | Mauro Finetto      | Liquigas     | 1     |

| Pos. | Squadra            | Punti |
| ---- | ------------------ | ----- |
| 1    | Team HTC-Columbia  | 119   |
| 2    | Team Katusha       | 97    |
| 3    | Caisse d'Epargne   | 86    |
| 4    | Team Sky           | 85    |
| 5    | Team Milram        | 58    |
| 6    | BMC Racing Team    | 44    |
| 7    | Omega Pharma-Lotto | 22    |
| 8    | Garmin-Transitions | 11    |
| 9    | Footon-Servetto    | 7     |
| 10   | Rabobank           | 5     |
| 11   | Team RadioShack    | 5     |
| 12   | Liquigas-Doimo     | 3     |

| Pos. | Squadra       | Punti |
| ---- | ------------- | ----- |
| 1    | Australia     | 175   |
| 2    | Germania      | 123   |
| 3    | Spagna        | 86    |
| 4    | Nuova Zelanda | 79    |
| 5    | Russia        | 30    |
| 6    | Belgio        | 27    |
| 7    | Sudafrica     | 11    |
| 8    | Portogallo    | 7     |
| 9    | Slovacchia    | 2     |
| 10   | Svizzera      | 1     |
| 11   | Italia        | 1     |